# Ennenda
Ennenda este o comunitate politică cu 2600 loc. situată în cantonul Glarus, Elveția.